# Lithognathus olivieri
Lithognathus olivieri is een straalvinnige vissensoort uit de familie van zeebrasems (Sparidae). De wetenschappelijke naam van de soort is voor het eerst geldig gepubliceerd in 1969 door Penrith & Penrith.